# Ленгерих (Эмсланд)
Ленгерих (нем. Lengerich) — община в Германии, в земле Нижняя Саксония.
Входит в состав района Эмсланд. Подчиняется управлению Ленгерих. Население составляет 2606 человек (на 31 декабря 2010 года). Занимает площадь 31,73 км².

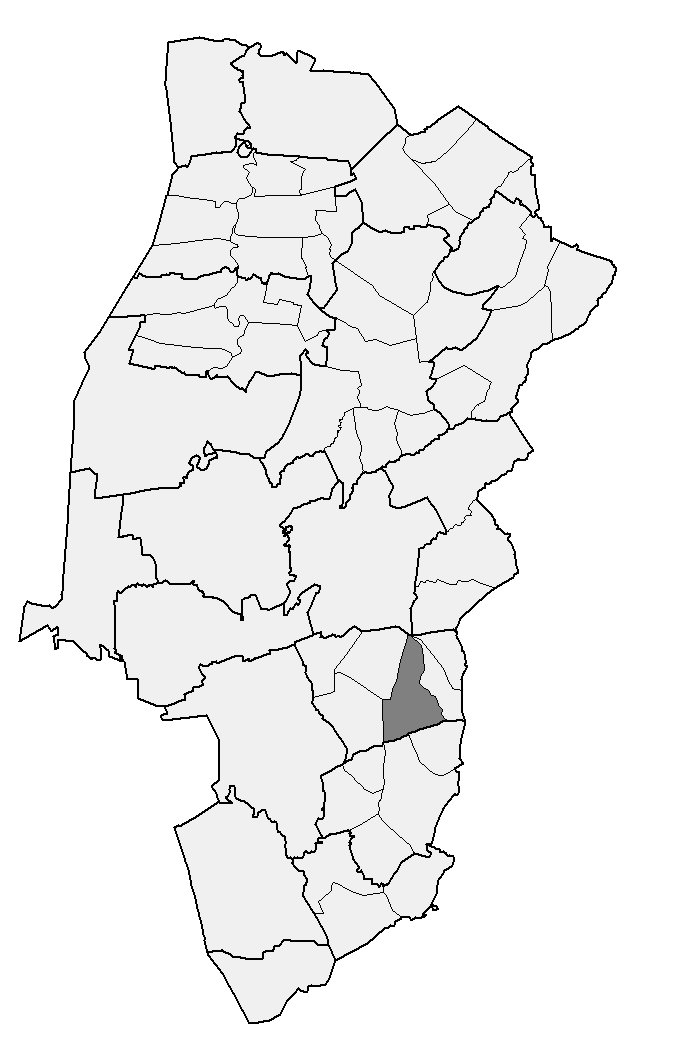
Ленгерих (Эмсланд)